# Scotti Brothers Records
Scotti Brothers Records – kalifornijska wytwórnia płytowa założona przez braci Bena i Tony'ego Scotti w latach 70. XX wieku. Przez wiele lat dystrybucję płyt wydawanych przez wydawnictwo przejęła wytwórnia Atlantic Records. Wydawnictwo z czasem zostało połączone z firmą Scotti Bros. Pictures oraz współpracowało z firmą telewizyjną All American Television. 

## Kontrakty
Wytwórnia współpracowała z takimi artystami jak :
- Survivor
- Leif Garrett
- James Brown
- Weird Al Yankovic